# Romont (Vosges)
Pour les articles homonymes, voir Romont.
Romont est une commune française située dans le département des Vosges en région Grand Est.

## Géographie

### Communes limitrophes
Les communes limitrophes sont Bult, Hardancourt, Moyemont, Padoux, Rambervillers, Roville-aux-Chênes, Saint-Maurice-sur-Mortagne et Vomécourt.

### Géologie et relief
La commune se compose de 49,42 hectares de territoires artificialisés (2,55 %), 687,52 hectares de territoires agricoles (35,42 %) et 1 203,71 hectares de forêts et milieux semi-naturels (62,01 %).
Espaces naturels :
- Quatre zones naturelles d'intérêt écologique, faunistique et floristique (Znieff) :

Forêts de Rambervillers,
Ruisseau de Bonvillers à Padoux,
Forêts de Rambervillers, de Charmes et de Fraize,
Marais du Habu à Moyemont.
| Fauconcourt Hardancourt | Saint-Maurice-sur-Mortagne | Roville-aux-Chênes |
| Moyemont                | Romont                     | Rambervillers      |
| Badménil-aux-Bois       | Bult Padoux                | Vomécourt          |

### Hydrographie et les eaux souterraines

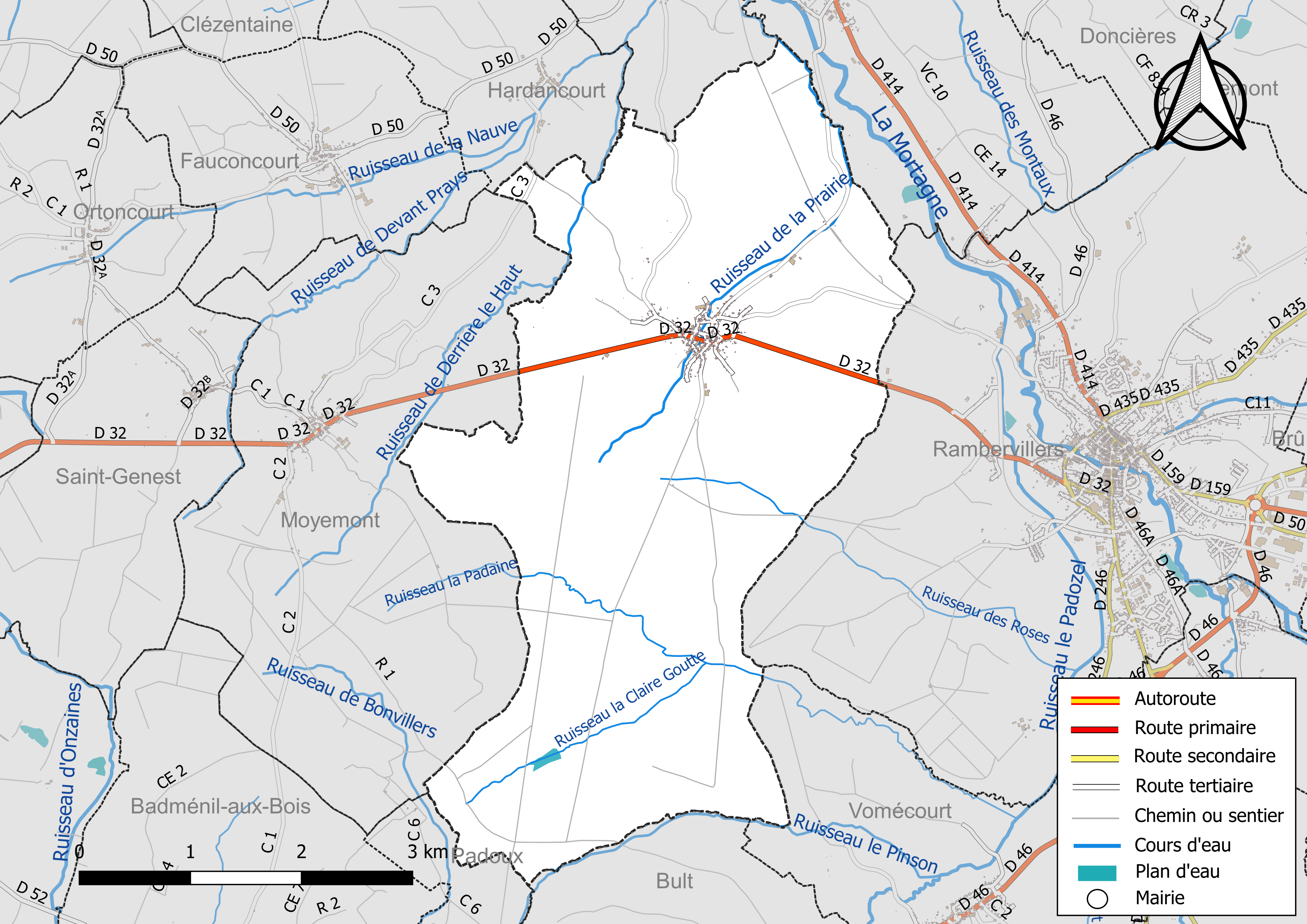
Réseaux hydrographique et routier de Romont.

La commune est située dans le bassin versant du Rhin au sein du bassin Rhin-Meuse. Elle est drainée par le ruisseau de Bonvillers, le ruisseau de Derriere le Haut, le ruisseau de la Prairie, le ruisseau le Pinson, le ruisseau des Roses, le ruisseau la Claire Goutte et le ruisseau la Padaine,.
La qualité des eaux de baignade et des cours d’eau peut être consultée sur un site dédié géré par les agences de l’eau et l’Agence française pour la biodiversité.

### Climat
Pour des articles plus généraux, voir Climat du Grand Est et Climat des Vosges.
En 2010, le climat de la commune est de type climat des marges montargnardes, selon une étude du Centre national de la recherche scientifique s'appuyant sur une série de données couvrant la période 1971-2000. En 2020, Météo-France publie une typologie des climats de la France métropolitaine dans laquelle la commune est exposée à un climat semi-continental et est dans une zone de transition entre les régions climatiques « Lorraine, plateau de Langres, Morvan » et « Vosges ».
Pour la période 1971-2000, la température annuelle moyenne est de 9,5 °C, avec une amplitude thermique annuelle de 17 °C. Le cumul annuel moyen de précipitations est de 874 mm, avec 12,4 jours de précipitations en janvier et 10,1 jours en juillet. Pour la période 1991-2020, la température moyenne annuelle observée sur la station météorologique de Météo-France la plus proche, « Roville », sur la commune de Roville-aux-Chênes à 4 km à vol d'oiseau, est de 10,3 °C et le cumul annuel moyen de précipitations est de 833,3 mm. 
La température maximale relevée sur cette station est de 40 °C, atteinte le 25 juillet 2019 ; la température minimale est de −24,5 °C, atteinte le 2 janvier 1971,,.
Les paramètres climatiques de la commune ont été estimés pour le milieu du siècle (2041-2070) selon différents scénarios d'émission de gaz à effet de serre à partir des nouvelles projections climatiques de référence DRIAS-2020. Ils sont consultables sur un site dédié publié par Météo-France en novembre 2022.

## Urbanisme

### Typologie
Au 1er janvier 2024, Romont est catégorisée commune rurale à habitat dispersé, selon la nouvelle grille communale de densité à sept niveaux définie par l'Insee en 2022.
Elle est située hors unité urbaine. Par ailleurs la commune fait partie de l'aire d'attraction d'Épinal, dont elle est une commune de la couronne,. Cette aire, qui regroupe 118 communes, est catégorisée dans les aires de 50 000 à moins de 200 000 habitants,.

### Occupation des sols

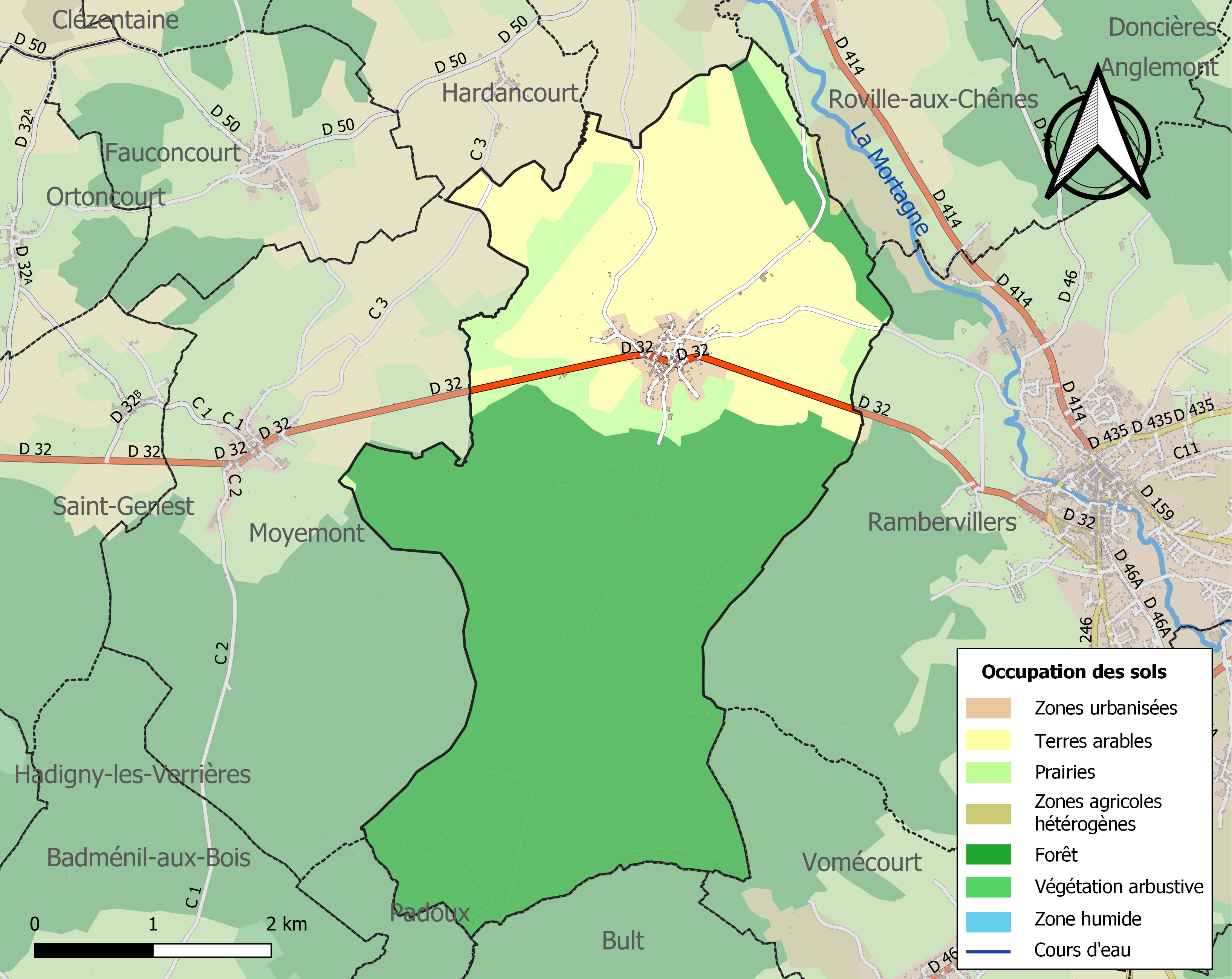
Carte des infrastructures et de l'occupation des sols de la commune en 2018 (CLC).

L'occupation des sols de la commune, telle qu'elle ressort de la base de données européenne d’occupation biophysique des sols Corine Land Cover (CLC), est marquée par l'importance des forêts et milieux semi-naturels (62 % en 2018), une proportion identique à celle de 1990 (62 %). La répartition détaillée en 2018 est la suivante : 
forêts (62 %), terres arables (25,5 %), prairies (8,1 %), zones urbanisées (2,5 %), cultures permanentes (1,7 %), zones agricoles hétérogènes (0,2 %). L'évolution de l’occupation des sols de la commune et de ses infrastructures peut être observée sur les différentes représentations cartographiques du territoire : la carte de Cassini (XVIIIe siècle), la carte d'état-major (1820-1866) et les cartes ou photos aériennes de l'IGN pour la période actuelle (1950 à aujourd'hui).

### Habitat et logement
En 2020, le nombre total de logements dans la commune était de 171, alors qu'il était de 162 en 2015 et de 155 en 2010.
Parmi ces logements, 86,5 % étaient des résidences principales, 4,1 % des résidences secondaires et 9,4 % des logements vacants. Ces logements étaient pour 94,2 % d'entre eux des maisons individuelles et pour 5,3 % des appartements.
Le tableau ci-dessous présente la typologie des logements à Romont en 2020 en comparaison avec celle des Vosges et de la France entière. Une caractéristique marquante du parc de logements est ainsi une proportion de résidences secondaires et logements occasionnels (4,1 %) inférieure à celle du département (9,9 %) et à celle de la France entière (9,7 %). Concernant le statut d'occupation de ces logements, 89,2 % des habitants de la commune sont propriétaires de leur logement (88,1 % en 2015), contre 64,3 % pour les Vosges et 57,5 pour la France entière.
| Typologie                                               | Romont | Vosges | France entière |
| ------------------------------------------------------- | ------ | ------ | -------------- |
| Résidences principales (en %)                           | 86,5   | 78,9   | 82,1           |
| Résidences secondaires et logements occasionnels (en %) | 4,1    | 9,9    | 9,7            |
| Logements vacants (en %)                                | 9,4    | 11,3   | 8,2            |

### Voies de communications et transports

#### Voies routières
- A31 (aussi appelée autoroute de Lorraine-Bourgogne). Échangeur Bulgnéville.
- D82 vers Saint-Dié-des-Vosges[20].

#### Transports en commun
- Fluo Grand Est.

#### Lignes SNCF
- Gare de Bruyères,
- Gare de Thaon,
- Gare de Châtel - Nomexy,

#### Transports aériens
- L'Aéroport d'Épinal-Mirecourt « Vosges Aéroport ».

À partir de l'été 2021, l’aéroport d’Épinal-Mirecourt est devenu le "pélicandrome" de la Zone Est et servira ainsi de base de ravitaillement et d’intervention pour les avions bombardiers d’eau connus sous le nom de Dash 8.
- Aéroport de Nancy-Essey.

## Toponymie
Le nom de la localité est attesté sous les formes M. de Rotmundo (1057) ; Romunt (1193) ; « In episcopatu Tullensi ecclesia sancti Willegaudi apud Romonem castrum » (XIIe siècle) ; Romont (1269) ; Roumont (1272) ; « Roumont lou Chastel et Roumont la Ville » (1289) ; De Romonte (1402) ; De Ruffomonte (1402) ; Ruman (1419) ; « Le ruy que on dit le Ruy de lai Ville par devers le finage de Romont » (1398).

## Histoire
La première mention de Romont figure dans la vie de saint Dié. Le saint s'étant arrêté dans cette localité, avait tiré d'embarras, par un miracle, des charpentiers qui ne pouvaient utiliser une poutre trop courte dans un édifice en construction. Une cella aurait été, par la suite, élevée à Romont, en souvenir de l'intervention de saint Dié. On est fort peu renseigné sur l'histoire du prieuré qui suivit.
D'après le chroniqueur Jean de Bayon, qui écrivait au XIVe siècle, le prieuré de Romont aurait été fondé à la fin du XIe siècle par un moine de l'abbaye de Moyenmoutier, nommé Hugues, à qui serait dû également la création des prieurés de Belval, de Léomont, de Xures et de Clermont près de Saint-Dié. Le rôle de Hugues, en ce qui concerne Belval, est certain, mais sa part dans la fondation des autres établissements est très problématique.
En 1711, le prieuré de Romont est encore cité parmi les maisons bénédictines de la congrégation de Saint-Vanne.

## Politique et administration

### Rattachements administratifs et électoraux

#### Rattachements administratifs
La commune se trouve dans l'arrondissement d'Épinal du département des Vosges.
Elle faisait partie depuis 1793 du canton de Rambervillers. Dans le cadre du redécoupage cantonal de 2014 en France, cette circonscription administrative territoriale a disparu, et le canton n'est plus qu'une circonscription électorale.

#### Rattachements électoraux
Pour les élections départementales, la commune fait partie depuis 2014 du canton de Charmes
Pour l'élection des députés, elle fait partie de la première circonscription des Vosges.

### Intercommunalité
Romont est membre fondateur de la communauté de communes de la Région de Rambervillers, un établissement public de coopération intercommunale (EPCI) à fiscalité propre créé fin 2006  et auquel la commune a transféré un certain nombre de ses compétences, dans les conditions déterminées par le code général des collectivités territoriales.

### Liste des maires
| Période                                  | Période                        | Identité                    | Étiquette | Qualité                                  |
| ---------------------------------------- | ------------------------------ | --------------------------- | --------- | ---------------------------------------- |
| Les données manquantes sont à compléter. |                                |                             |           |                                          |
|                                          |                                |                             |           |                                          |
| septembre 1940                           | juin 1946                      | Pierre Lenoir               |           |                                          |
| juin 1946                                | mars 1959                      | André Tassin                |           |                                          |
| mars 1959                                | mars 1977                      | André Rebouché (1901-1985)  |           |                                          |
| mars 1977                                | mars 1989                      | Yvon Duvois (1922-2019)     |           | Agriculteur                              |
| mars 1989                                | 27 août 2000                   | Gilbert Hachet (1946-2000)  |           | Mort en fonction                         |
| mars 2001                                | mars 2008                      | Michel Martin               |           |                                          |
| mars 2008                                | avril 2014                     | Maurice Hachet              |           |                                          |
| avril 2014                               | août 2023                      | Adrien Cloquard             | DVD       | Agent général d'assurance Démissionnaire |
| octobre 2023                             | En cours (au 30 novembre 2023) | Bertrand Grandidier (1960-) |           | Cadre de la fonction publique            |

## Population et société

### Démographie

#### Évolution démographique
L'évolution du nombre d'habitants est connue à travers les recensements de la population effectués dans la commune depuis 1793. Pour les communes de moins de 10 000 habitants, une enquête de recensement portant sur toute la population est réalisée tous les cinq ans, les populations de référence des années intermédiaires étant quant à elles estimées par interpolation ou extrapolation. Pour la commune, le premier recensement exhaustif entrant dans le cadre du nouveau dispositif a été réalisé en 2005.

En 2022, la commune comptait 362 habitants, en évolution de −6,94 % par rapport à 2016 (Vosges : −2,96 %, France hors Mayotte : +2,11 %).
| 1793 | 1800 | 1806 | 1821 | 1831 | 1836 | 1841 | 1846 | 1856 |
| ---- | ---- | ---- | ---- | ---- | ---- | ---- | ---- | ---- |
| 625  | 525  | 622  | 632  | 656  | 668  | 660  | 673  | 651  |

| 1861 | 1866 | 1876 | 1881 | 1886 | 1891 | 1896 | 1901 | 1906 |
| ---- | ---- | ---- | ---- | ---- | ---- | ---- | ---- | ---- |
| 640  | 609  | 591  | 525  | 502  | 470  | 451  | 441  | 433  |

| 1911 | 1921 | 1926 | 1931 | 1936 | 1946 | 1954 | 1962 | 1968 |
| ---- | ---- | ---- | ---- | ---- | ---- | ---- | ---- | ---- |
| 407  | 328  | 296  | 283  | 272  | 293  | 323  | 334  | 310  |

| 1975 | 1982 | 1990 | 1999 | 2005 | 2006 | 2010 | 2015 | 2020 |
| ---- | ---- | ---- | ---- | ---- | ---- | ---- | ---- | ---- |
| 284  | 327  | 307  | 312  | 344  | 346  | 343  | 386  | 369  |

| 2022 | - | - | - | - | - | - | - | - |
| ---- | - | - | - | - | - | - | - | - |
| 362  | - | - | - | - | - | - | - | - |

### Enseignement
Établissements d'enseignements :
- Écoles maternelles et primaires à Romont, Rambervillers, Fauconcourt, Moyemont, Roville-aux-Chênes, Saint-Maurice-sur-Mortagne.
- Collèges à Rambervillers, Rambervillers, Baccarat, Thaon-les-Vosges.
- Lycées à Roville-aux-Chênes, Thaon-les-Vosges, Bruyères.

### Santé
Professionnels et établissements de santé :
- Médecins à Rambervillers, Magnières, Sercoeur, Baccarat, Châtel-sur-Moselle.
- Pharmacies à Rambervillers, Magnières, Baccarat, Châtel-sur-Moselle.
- Hôpitaux à Rambervillers, Baccarat, Châtel-sur-Moselle, Thaon-les-Vosges.

### Cultes
- Culte catholique, Paroisse Notre-Dame-de-la-Mortagne[36], Diocèse de Saint-Dié.

## Culture locale et patrimoine

### Lieux et monuments

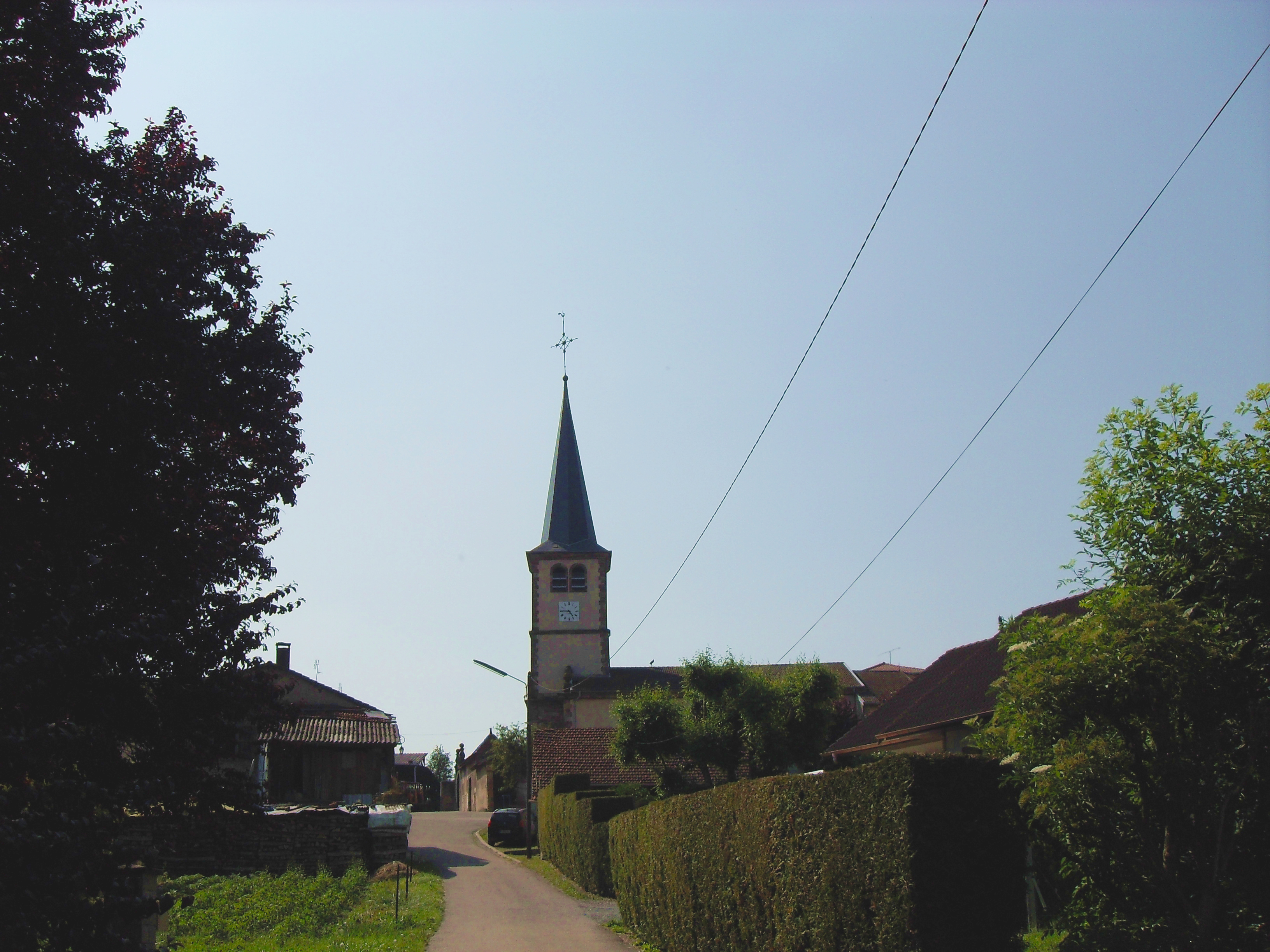
L'église Saint-Mathieu.
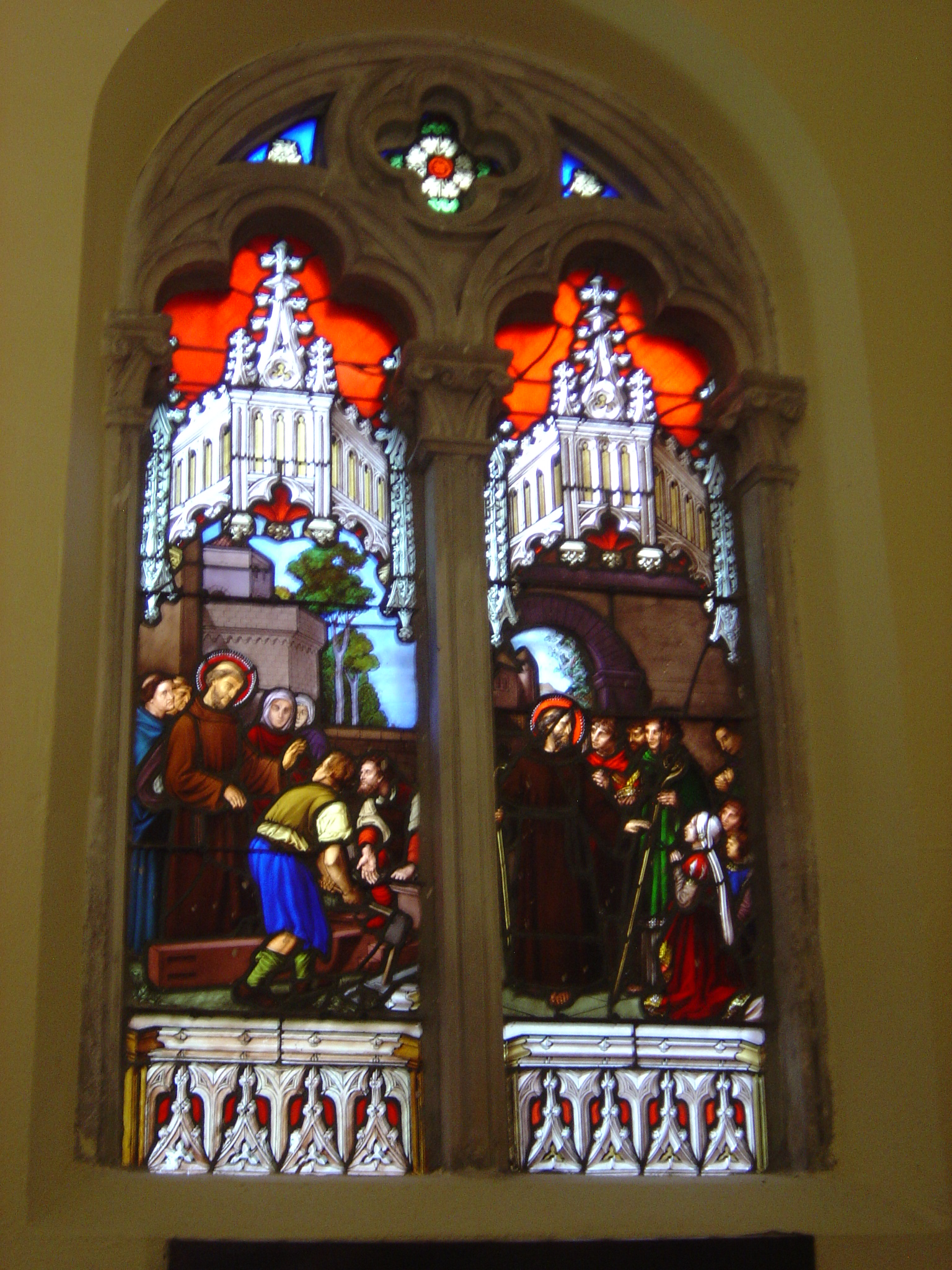
Vitraux néogothiques de la chapelle du Petit-Saint-Dié. Miracle de la poutre redressée par Déodat à Romont.

- Église saint-Mathieu,

son orgue de 1878 réalisé par Jaquot-Jeanpierre,,.
Vitraux Saint Sylvestre et saint Jean-Baptiste,.
- Portail monumental du cimetière[42].
- Fontaines et lavoirs[43],[44] :

Fontaine Saint-Villigot.
Fontaine du Behay.
Lavoir de la Grand Fontaine.
Lavoir de la Haute Fontaine.
- Motte fossoyée dans une enceinte quadranculaire[49],[50].
- Monuments commémoratifs[51],[52],[53].

### Personnalités liées à la commune
- La famille Chapin, devenue Chopin, est originaire de Saint-Crépin, du diocèse d'Embrun. Leur fils François se marie à Romont en 1705 avec Catherine Oudot puis réside à Xirocourt[54],[55].
- Jacques de Bayon Seigneur de Lafauche[56], et ses vassaux les écuyers Mauffrignon et Olry de Romont[57],[58].
- Médaillés de Sainte-Hélène[59].

### Héraldique
| Blason de Romont | Blason  | D'azur à la tête de cerf en pointe, contournée, posée de trois-quarts de tenné et ramée d'or, accompagnée en chef, à dextre, d'une fleur de lis d'argent et, à senestre d'une clé de sol de sable sur sa portée du même.                                        |
| Blason de Romont | Détails | La tête de cerf indique que le gibier est abondant à Romont. La fleur de lys rappelle les seigneurs du XIIIe siècle. Enfin la clef de sol nous indique que les ancêtres de Frédéric Chopin habitaient Romont,. Le statut officiel du blason reste à déterminer. |

## Pour approfondir